# 受取手形
受取手形（うけとりてがた、note receivable）は、簿記で勘定科目の一つ。流動資産に区分される。
掛け取引によって商品を販売した場合における、代金を受領する権利（債権）を、総称して売上債権という。そのうち、当該債権について手形を保有している場合には「受取手形」、そうでない場合には「売掛金」として区別される。先日付小切手も、約束手形同等物として処理される。

## 仕訳例
B商店に商品110万円（内消費税10万円※10％計算）を売上げ、代金としてB商店振出しの約束手形を受け取った。
| 借方               | 貸方                 |
| ------------------ | -------------------- |
| 受取手形 1,100,000 | 売上高 1,000,000     |
|                    | 仮受消費税等 100,000 |

B商店から受け取った額面110万円の手形が決済され、本日当座預金の口座に入金した。
| 借方               | 貸方               |
| ------------------ | ------------------ |
| 当座預金 1,100,000 | 受取手形 1,100,000 |